# Snöfrid
Snöfrid eller Snefrid är ett kvinnonamn av fornnordiskt ursprung som är bildat av orden snö och frid, som här betyder skön eller älskad. Namnet förekommer under vikingatiden som Snæfríður.
Det första belägget för namnet Snöfrid med dess moderna stavning i Sverige är från 1898, men namnet har alltid varit ovanligt. Den 31 december 2008 fanns det 70 kvinnor med namnet Snöfrid i Sverige, varav 13 med namnet som tilltalsnamn. Två personer stavade namnet som Snøfrid. Vid samma tidpunkt fanns det även 15 kvinnor med namnet Snefrid. Nio av dessa hade namnet som tilltalsnamn. Stavningsvarianten med e är vanligare i Norge. Den 1 januari 2009 fanns där 483 kvinnor med namnet Snefrid respektive 37 med namnet Snøfrid. I Norge har Snöfrid namnsdag den 23 november. Namnet Snöfrid förekommer även i Finland. Under 1900-talet gavs där 99 kvinnor detta namn.
Snöfrid är också namnet på en dikt av författaren Viktor Rydberg, till vilken ett flertal musikarrangemang producerades under slutet av 1800-talet.

## Personer med namnet Snöfrid
- Snöfrid Svåsesdotter (800-900-talet), Harald Hårfagers gemål
- Snefrid Eriksmoen (1894–1954), norsk politiker
- Snøfrid Skaare (född 1939), norsk politiker
- Snefrid Aukland, norsk skådespelerska

## Namnet i kulturella sammanhang
- Elfrida Andrée skrev 1879 "balladen" Snöfrid för soli, kör och orkester, baserat på en dikt av Viktor Rydberg
- Carl Nielsen skrev en Snefrid-suite (Op. 17) 1893, efter en text av Holger Drachmann
- Wilhelm Stenhammar skrev körverket Snöfrid (Op. 5) 1891, baserat på en dikt av Viktor Rydberg
- Jean Sibelius skrev körverket Snöfrid (Op. 29) 1899, baserat på samma dikt av Viktor Rydberg